# لکسینگتون، میشیگان
لکسینگتون (به انگلیسی: Lexington Township) یک منطقهٔ مسکونی در ایالات متحده آمریکا است که در شهرستان سانیلاک واقع شده‌است.
 لکسینگتون ۹۳٫۸ کیلومتر مربع مساحت و ۳٬۶۸۸ نفر جمعیت دارد و ۲۳۶ متر بالاتر از سطح دریا واقع شده‌است.